# 虎丽灯蛾属
虎丽灯蛾属为灯蛾科的一个属。

## 下属物种
本属包括以下物种：
- Calpenia monilifera Oberthür, 1903
- Calpenia saundersi Moore, 1872

## 分类
黄条虎丽灯蛾 （Calpenia khasiana Moore, 1878）、 Calpenia takamukui and Calpenia zerenaria已经重新分类至Kishidaria属。